# Тридцать бессмертных девочек Женевы

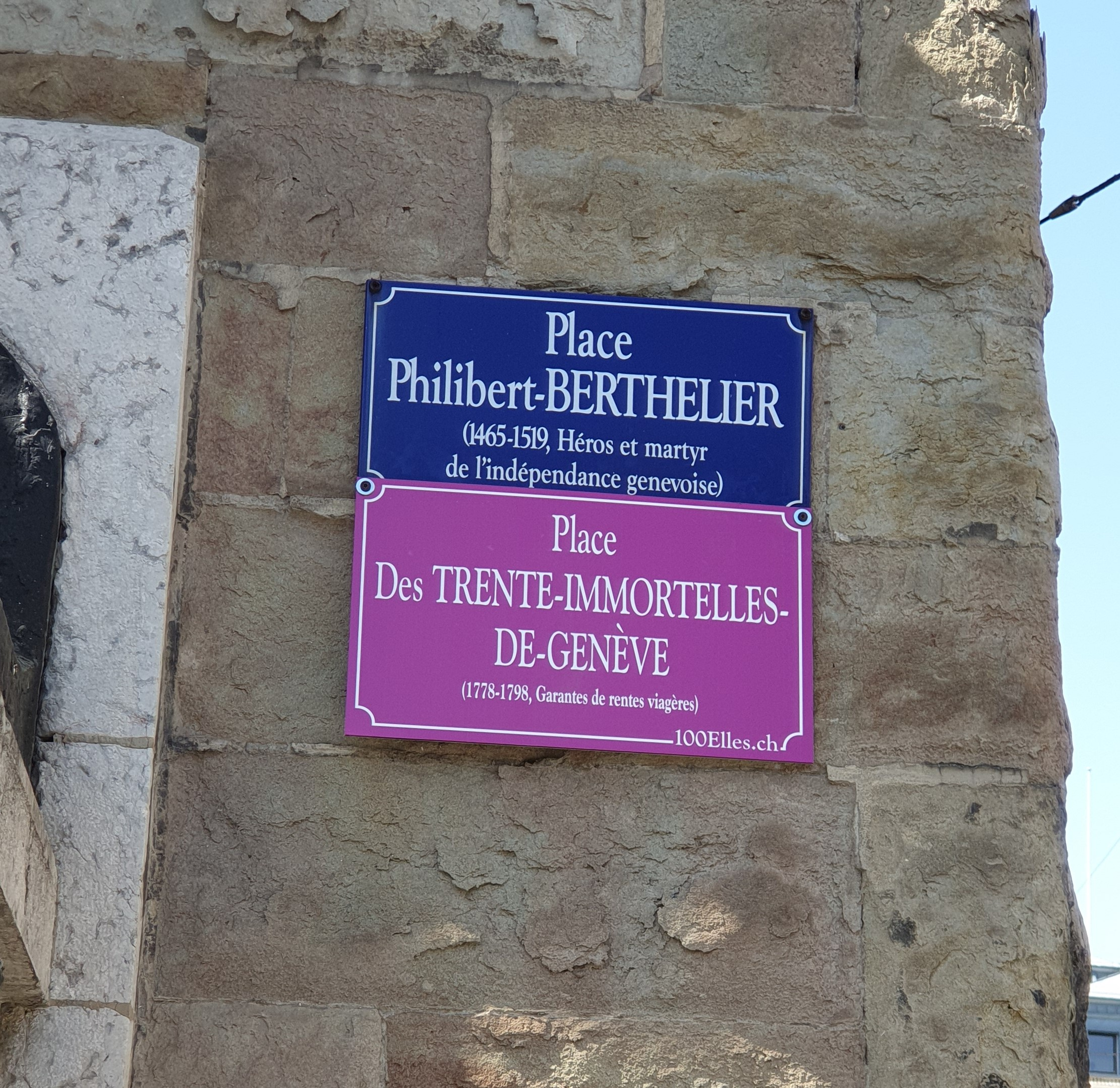
Временная табличка, установленная в Женеве в 2019 году: «Площадь Тридцати Бессмертных Женевы»

«Тридцать бессмертных девочек Женевы» (фр. Trente immortelles de Genève) — финансовая схема, которая в конце XVIII века использовалась для инвестиций во французские государственные облигации с аннуитетным доходом.

## Описание
Стандартной формой государственных облигаций Франции в XVIII веке был пожизненный аннуитет (пожизненная рента): приобретатель облигации получал ежегодный фиксированный доход до момента своей смерти. Вначале величина дохода зависела от возраста приобретателя облигации: чем он был старше, тем доход был выше, так как срок ожидаемой выплаты дохода был меньше. Но в 1757 году для более успешного размещения государственных займов было решено выпускать облигации с одинаковым уровнем дохода, независимо от возраста приобретателя. Так как большинство приобретателей облигаций были немолодыми людьми, стремящимися обеспечить себя стабильным доходом к старости, то ожидалось, что государство будет выплачивать по облигациям ненамного больше того, что выплачивалось ранее.
Однако облигации стали приобретать на имя подставных лиц, в качестве которых выбирали детей, которые, как ожидалось, проживут ещё долго (но не младенцев, так как младенческая смертность в то время была высокой). Это не было незаконным: для получения дохода по облигациям требовалось лишь доказать, что номинальный приобретатель облигации всё ещё жив. Значительная часть инвесторов во французские облигации была швейцарцами. В 1771 году женевский банкир Якоб Бусильер Бомон образовал «синдикат тридцати девочек» (фр. Syndicat de Trente Demoiselles) — облигации приобретались на имя отобранных тридцати девочек, а реальными инвесторами были участники синдиката, приобретавшие соответствующие доли в нём (фактически, производные финансовые инструменты).
Девочки отбирались из богатых семей, часто они были дочерьми самих инвесторов. Требовалось отобрать самых здоровых детей, риск преждевременной смерти которых был минимальным, поэтому в отборе участвовали врачи, чьи услуги оплачивали участники синдиката. До 1774 года отбирались только девочки старше семи лет, так как у более младших был высокий риск умереть от оспы. Но после введения вакцинации от оспы минимальный возраст понизили до четырёх лет. Каждую неделю девочек требовалось показывать французскому резиденту в Женеве (чтобы он удостоверил, что все они живы). Женевские газеты регулярно печатали сообщения об их состоянии здоровья.
Иногда девочки из списка тридцати всё же умирали в юном возрасте. Так, в четырёхлетнем возрасте умерла Жанна Пиктет, на имя которой было инвестировано 164 469 ливров (соответственно, доход с этих инвестиций был потерян для инвесторов). Из первых тридцати девочек через двадцать лет остались в живых двадцать пять. Средняя продолжительность жизни девочек другого, более позднего, синдиката составила 63 года, что было значительно выше того, что предсказывали актуарные расчёты.